# Martí Castells i Martí
Martí Castells i Martí (Barcelona, 1915-1995), fou un escultor figuraire català. És autor de la majoria de figures dels Diorames del Museu del Vi de Vilafranca, modelades expressament per a les diferents escenes que s'hi representaven.

## Vida
Fill de Martí Castells i Martí i Rosa Martí i Carbó, va néixer al barri de Sants de Barcelona el 1915. Dels tres germans, fou qui aconseguí més renom com a escultor figuraire "a palillo". La seva habilitat es manifestaren de ben jove, i entre els 14 i 18 anys, va modelar en fang cuit i gres una Anunciata. Va cursar estudis de dibuix i escultura a la Llotja de Barcelona. Malgrat sentir-se més atret per la pintura, les necessitats familiars de l'època el van obligar a seguir el negoci familiar. Acabà esdevenint l'encarregat del modelatge de figures per la seva habilitat modelant a palillo.
Es dedicà a renovar els motlles antics del taller familiar i quan ja començava a ser conegut dins el món del pessebrisme (anys 40), començà a modelar les seves pròpies figures. Posseïa el do del sentit plàstic, amb una excel·lent habilitat per fer realistes creacions. Fou molt realista, perfeccions i minuciòs en tota la seva amplíssima obra. Algunes de les obres més destacades de Martí Castells són el calvari, Jesús guareix els malalts (1940), i el pessebre Els Reis Mags arriben a Jerusalem (1941). Les figures fetes per Martí estan modelades i pintades per la part visible a l'espectador. La resta només estan esbossades.
L'any 1946 es convocà el primer concurs al millor grup de figures de Naixement, el Premi Associació de Pessebristes de Barcelona, que guanya Martí Castells. Era un grup escultòric format per un Sant Josep assegut contemplant l'esdeveniment, la Mare de Déu asseguda i subjectant un matell que embolcalla el Nen Jesús, un pastor agenollat amb un nen oferint una gàbia amb coloms, i dos pastors més oferint una ovella i aviram. Posteriorment, a banda de la figura de pessebre, començà a treballar en el camp de la imatgeria religiosa. Realitzà imatges de Crist, la Verge i sants per la casa Batlle de Barcelona. Martí Castells també treballà la joieria, i tallà i gravà medalles i estampes amb el rostre de la Mare de Déu. També fou un dels primers a reproduir en miniatura l'emblemàtica Font de Canaletes de les Rambles de Barcelona, i de Colom.
Quan es va començar a introduir el plàstic durant la dècada dels 40, Martí fou dels pioners en el seu ús. Modelava els originals i de vegades feia motlles per les empreses del sector com Comansi, Peck o Reamsa. Malgrat tot, el creixement de la seva popularitat i constants encàrrecs el van obligar a dedicar-se exclusivament a la figura "a palillo".
Martí va modelar fins a l'any 1993, quan una pneumònia el va obligar a deixar de treballar. Va morir el 1995 a causa d'una trombosi.

## Localització de l'obra[4]

### Espanya
Catalunya
- Associació de Pessebristes de Barcelona
- Museu Monestir de Pedralbes (Barcelona)
- Parròquia de Betlem (Barcelona)
- Monestir de Santa Maria de Solius (Baix Empordà)
- Seminari Bíblic de Girona
- Associació de Pessebristes de Terrassa
- Associació de Pessebristes de Mataró
- Associació de Pessebristes de Sabadell
- Santuari de Loreto (Tarragona)
- Museu del Vi de Vilafranca del Penedès (Alt Penedès)
- Museu de la Vida Rural de l'Espluga de Francolí (Conca de Barberà)
- Museu Etnològic de Barcelona

Resta d'Espanya
- Associació de Pessebristes d'Alacant
- Associació de Pessebristes de Guipúscoa
- Associació de Pessebristes de Jerez de la Frontera
- Associació de Pessebristes de Madrid
- Associació de Pessebristes de Pamplona
- Associació de Pessebristes de Saragossar
- Associació de Pessebristes de Biscaia
- Pessebre itinerant del Grup Iberdrola (Bilbao)

### Itàlia
- Presepio Poliscenico de la Basília dell'Immacolato Cuore de Maria (Roma)
- Chiesa Madonna dei Fiori (Bordighera)
- Chiesa del Carmine (Fermo)
- Convent S.S. Annunziata de Franciscans (Amèlia)
- Parròquia i Museu Internacional del Pessebre (Morrovalle)
- Duomo di Reggio Emilia
- San Paolo Matese